# The Negro Soldier
The Negro Soldier is een Amerikaanse documentaire uit 1944 geproduceerd door Frank Capra. De film is erg vergelijkbaar met Capra's Why We Fight-films maar is gericht naar Afro-Amerikaanse jongeren die het leger in zouden willen gaan.
De film bevindt zich momenteel in het publiek domein en werd in 2011 opgenomen in de National Film Registry.